# Thylacinidae
Thylacinidae é uma família marsupial da ordem Dasyuromorphia, atualmente extinta.

## Classificação
Família Thylacinidae
- Gênero Badjcinus Muirhead e Wroe, 1998
  - Badjcinus turnbulli Muirhead e Wroe, 1998 (Oligoceno Inferior)
- Gênero Maximucinus Wroe, 2001
  - Maximucinus muirheadae Wroe, 2001 (Mioceno Médio)
- Gênero Muribacinus Wroe, 1996
  - Muribacinus gadiyuli Wroe, 1996 (Mioceno Médio)
- Gênero Mutpuracinus Murray e Megirian, 2000
  - Mutpuracinus archiboldi Murray e Megirian, 2000 (Mioceno Médio)
- Genus Ngamalacinus Muirhead, 1997
  - Ngamalacinus timmulvaneyi Muirhead, 1997 (Mioceno Inferior)
- Gênero Nimbacinus Muirhead e Archer, 1990
  - Nimbacinus dicksoni Muirhead e Archer, 1990 (Oligoceno Superior — Mioceno Inferior)
  - Nimbacinus richi Murray e Megirian, 2000 (Mioceno Médio)
- Gênero Thylacinus Temminck, 1827
  - Thylacinus cynocephalus (Harris, 1808) (Plioceno Inferior - 1936)
  - Thylacinus macnessi Muirhead, 1992 (Oligoceno Superior — Mioceno Inferior)
  - Thylacinus megiriani (Müller, 1997) (Mioceno Superior)
  - Thylacinus potens Woodburne, 1967 (Mioceno Inferior)
- Gênero Tjarrpecinus Murray e Megirian, 2000
  - Tjarrpecinus rothi Murray e Megirian, 2000 (Mioceno Superior)
- Gênero Wabulacinus Muirhead, 1997
  - Wabulacinus ridei Muirhead, 1997 (Oligoceno Superior — Mioceno Inferior)